# Ловћенски партизански одред
Ловћенски народноослободилачки партизански (НОП) одред је био партизанска јединица у саставу Народноослободилачке војске и партизанских одреда Југославије током Другог светског рата у Југославији. 

## Историјат
Формиран је 3. октобра 1941. преименовањем Ловћенске партизанске бригаде у одред. Имао је два батаљона са преко 500 бораца. Дејствовао је на територији Грахово, Никшић, река Зета, Подгорица, река Морача, Скадарско језеро укључујући и Боку. До 19. јануара 1942. имао је, без батаљона датог Црногорском одреду за операције у Санџаку, 5 батаљона са преко 1000 бораца. Крајем 1941. и почетком 1942. водио је борбе против италијанских јединица дуж комуникација, а за борбу против четника, у рејону Колашина, упутио је 1 батаљон. У јануару 1942. делови Одреда дочекали су јужно од Будве искрцану Британско-југословенску мисију и допратили је до ГШ НОП одреда за Црну Гору и Боку. Делови Одреда (батаљон Царев лаз) напали су 12. фебруара на ушћу Ријеке Црнојевића у Скадарско језеро ватром брод Скендербег и на њему заробили 15 италијанских морнара, а ослободили 19 интернираца који су из албанских затвора доводени на Цетиње на суђење. Истог дана, затим 13. и 19. фебруара делови Одреда водили су борбе против италијанске дивизије Таро код села Орахово и код Павлове стране. Нарочито оштре и тешке борбе Одред је водио против два италијанска батаљона који су из Подгорице крчили пут за Ријеку Црнојевића 1. и 2. марта; у селу Подстрани и селу Корнету непријатељ је имао 60 погинулих, а Одред 5 погинулих и рањених. Средином априла због јаког окупаторовог и четничког притиска, Одред је принуђен да се под борбом повуче у рејон села Чева. Од 4. до 6. маја око 1000 италијанских војника и четника напали су положаје Одреда и 2. никшићког батаљона код села Меоца и села Убли код Чева, и принудили их да напусте те положаје уз губитке 7 погинулих и 17 рањених. У трећој непријатељској офанзиви Одред је водио тешке борбе с надмоћнијим италијанско-четничким снагама, и заједно с осталим одредима Црне Горе, повукао се у њен северозападни део. Почетком јуна на Голији је реорганизован Одред у три ударна батаљона и Омладинску чету (укупно 560 бораца), а половином јуна два његова батаљона ушла су у састав 4. црногорске пролетерске бригаде, када је Одред и расформиран. Поновно је Одред формиран априла 1943. и био под непосредном командом Главног штаба за Црну Гору и Боку. Одред је 13. септембра разоружао делове италијанске јединице на Чеву, којом приликом је запленио 10 минобацача, 47 митраљеза и пушкомитраљеза, 700 пушака и око 200 000 метака пешадијске муниције. Од октобра је под командом 2. корпуса, кад се под притиском немачке 118. дивизије од Цетиња и Даниловграда повукао у рејон Никшића. Тада је дао 4. пролетерској бригади близу 300
бораца. Од краја фебруара 1944. Одред је под командом Приморске оперативне групе. У пролеће је водио успешне борбе са четницима у рејону села Чево и Убли, и у рејону села Парци, Градац, Дражевина. У лето и јесен истиче се у борбама у долини Зете, око Даниловграда и дуж комуникације Подгорица—Цетиње и Ријека Црнојевића—Вирпазар, учествујући и у ослобођењу Црногорског приморја. Расформиран је 19. децембра 1944.